# Fernand Jeitz
Fernand Jeitz est un footballeur luxembourgeois, né le 29 septembre 1945. Il évoluait au poste de défenseur central.
Fernand Jeitz a été formé au club d'Aris Bonnevoie, et a effectué toute sa carrière professionnelle au FC Metz pour lequel il a joué 10 saisons de 1967 à 1977, totalisant 314 matchs de championnat et 5 buts. Il fut le capitaine de l'équipe durant 5 saisons. Il a également joué avec l'équipe nationale luxembourgeoise. En 1973, il obtient la nationalité française.
Il fut gravement blessé au talon d'Achille en fin de saison 1976, ce qui a précipité sa fin de carrière au plus haut niveau.

## Carrière

### Joueur
- 1963-1967 : Aris Bonnevoie -  Luxembourg
- 1967-1977 : FC Metz -  France
- 1977-1979 : Sportive thionvilloise -  France
- 1979-1982 : Aris Bonnevoie -  Luxembourg

### Entraîneur
- 1979-1990 : Aris Bonnevoie -  Luxembourg

## Source
- Marc Barreaud, Dictionnaire des footballeurs étrangers du championnat professionnel français (1932-1997), L'Harmattan, 1997.